# Guido von Haerdtl
Guido Freiherr von Haerdtl (* 23. Februar 1859 in Wien; † 20. Juli 1928 ebenda) war ein österreichischer Jurist, Verwaltungsbeamter und Innenminister.

Guido von Haerdtl

## Leben
Haerdtl war der Sohn des Gasteiner Badearztes Freiherr August von Härdtl (1822–1901). Er absolvierte ein Gymnasium in Salzburg, studierte an den Universitäten Heidelberg und Wien Rechtswissenschaften und trat 1881 bei der Salzburger Statthalterei in den Staatsdienst. Später wechselte er in das k.k. Ministerium des Innern nach Wien, übernahm 1905 die Leitung der legislativen Sektion und wurde 1914 zum Sektionschef ernannt. Er war im Ministerium unter anderem zuständig für die Vorbereitung der Wahlrechtsreform von 1906. Von 15. November 1908 bis 9. Jänner 1911 war Haerdtl in der Regierung Bienerth österreichischer Minister für Inneres.
Beim böhmischen Sprachenstreit zwischen deutschen und tschechischen Interessen, stand Haerdtl deutlich auf Seiten der Deutschen. Dies betraf insbesondere die Rechte der Studenten der Universität Prag und die Frage der deutschen Amtssprache. Nach dem Ministeramt fungierte er noch als Senatspräsident und 1916 zweiter Präsident des Verwaltungsgerichtshofs.
Sein Grab befindet sich auf dem Hietzinger Friedhof.